# گاوتانگ، فوجیان
گاوتانگ، فوجیان (به لاتین: Gaotang) یک شهرک در جمهوری خلق چین است که در جیانگل واقع شده‌است. گاوتانگ ۱۴۴ متر بالاتر از سطح دریا واقع شده‌است.